# Eleições estaduais em Sergipe em 1954
As eleições estaduais em Sergipe em 1954 aconteceram em 3 de outubro como parte das eleições no Distrito Federal, em 20 estados e nos territórios federais do Acre, Amapá, Rondônia e Roraima. Ao fim da apuração foram eleitos o governador Leandro Maciel, o vice-governador José Machado de Souza, os senadores Lourival Fontes e Maynard Gomes, além de sete deputados federais e trinta e dois deputados estaduais.
Nascido em Rosário do Catete, o agropecuarista Leandro Maciel apoiou a Campanha Civilista de Ruy Barbosa. Em 1922 formou-se engenheiro civil pela Escola Politécnica da Universidade Federal da Bahia. Designado para trabalhar em João Pessoa a serviço do Ministério de Viação e Obras Públicas, foi transferido para o Rio de Janeiro prestando serviço ao Departamento de Portos, Rios e Canais. Sua carreira política começou em 1926 quando Ciro Franklin de Azevedo assumiu o governo sergipano e com a morte deste, Maciel vinculou-se a Manuel Correia Dantas, a quem serviu como diretor do Departamento de Obras Públicas do estado.
Herdeiro político do pai, Leandro Ribeiro de Siqueira Maciel, elegeu-se deputado federal por Sergipe cinco meses antes da Revolução de 1930 que extinguiu-lhe o mandato, mas manteve a direção do Departamento de Obras Públicas na interventoria de Maynard Gomes. Eleito deputado federal em maio de 1933, ajudou a elaborar a Constituição de 1934, e foi reeleito em outubro daquele ano, mas não exerceu o mandato, pois em 1935 a Assembleia Legislativa de Sergipe o elegeu senador por via indireta conforme permitia a nova Carta Magna, mas seu mandato foi extinto pelo Estado Novo em 1937. De volta à política pela UDN após oito anos, foi eleito deputado federal por Sergipe em 1945 e como tal subscreveu a Constituição de 1946. Embora tenha perdido a eleição para o governo sergipano em 1950, foi reeleito deputado federal no mesmo ano e finalmente foi eleito governador em 1954.

## Resultado da eleição para governador
Com informações extraídas da Justiça Eleitoral.
| Candidatos a governador do estado | Candidatos a vice-governador | Número | Coligação                                 | Votação | Percentual |
| --------------------------------- | ---------------------------- | ------ | ----------------------------------------- | ------- | ---------- |
| Leandro Maciel UDN                | Ver abaixo -                 | -      | UDN, PSP, PST, PTN                        | 52.884  | 44,04%     |
| Edelzio Melo PSD                  | Ver abaixo -                 | -      | Aliança Social Democrática (PSD, PR, PSB) | 51.522  | 42,91%     |
| Francisco Macedo PTB              | Ver abaixo -                 | -      | PTB (sem coligação)                       | 15.677  | 13,05%     |
| Fontes:                           |                              |        |                                           |         |            |

## Resultado da eleição para vice-governador
Com informações da Justiça Eleitoral.
| Candidatos a governador do estado | Candidatos a vice-governador | Número | Coligação                                 | Votação | Percentual |
| --------------------------------- | ---------------------------- | ------ | ----------------------------------------- | ------- | ---------- |
| Ver acima -                       | José Machado de Souza UDN    | -      | UDN, PSP, PST, PTN                        | 53.909  | 51,50%     |
| Ver acima -                       | Hermeto Feitosa PSD          | -      | Aliança Social Democrática (PSD, PR, PSB) | 50.450  | 48,19%     |
| Ver acima -                       | Manoel Domingos Sobral PTB   | -      | PTB (sem coligação)                       | 320     | 0,31%      |
| Fontes:                           |                              |        |                                           |         |            |

## Resultado da eleição para senador
Dados extraídos do Tribunal Superior Eleitoral.
| Candidatos a senador da República | Candidatos a suplente de senador | Número | Coligação                                 | Votação | Percentual |
| --------------------------------- | -------------------------------- | ------ | ----------------------------------------- | ------- | ---------- |
| Lourival Fontes UDN               | Ver abaixo -                     | -      | UDN, PSP, PST, PTN                        | 87.879  | 43,22%     |
| Maynard Gomes UDN                 | Ver abaixo -                     | -      | UDN, PSP, PST, PTN                        | 52.548  | 25,84%     |
| Durval Cruz PSD                   | Ver abaixo -                     | -      | Aliança Social Democrática (PSD, PR, PSB) | 49.667  | 24,42%     |
| Carlos Meira PSD                  | Ver abaixo -                     | -      | Aliança Social Democrática (PSD, PR, PSB) | 13.251  | 6,52%      |
| Fontes:                           |                                  |        |                                           |         |            |

## Resultado da eleição para suplente de senador
Dados extraídos do Tribunal Superior Eleitoral apontam 185.142 votos nominais.
| Candidatos a senador da República | Candidatos a suplente de senador | Número | Coligação                                 | Votação | Percentual |
| --------------------------------- | -------------------------------- | ------ | ----------------------------------------- | ------- | ---------- |
| Ver acima -                       | Lauro Dantas Hora UDN            | -      | UDN, PSP, PST, PTN                        | 86.031  | 46,47%     |
| Ver acima -                       | Diniz Gonçalves PSD              | -      | Aliança Social Democrática (PSD, PR, PSB) | 48.160  | 26,01%     |
| Ver acima -                       | Jorge Maynard UDN                | -      | UDN, PSP, PST, PTN                        | 42.737  | 23,08%     |
| Ver acima -                       | João Ribeiro do Bonfim PSD       | -      | Aliança Social Democrática (PSD, PR, PSB) | 8.214   | 4,44%      |
| Fontes:                           |                                  |        |                                           |         |            |

## Deputados federais eleitos
São relacionados os candidatos eleitos com informações complementares da Câmara dos Deputados.

Representação eleita
  UDN: 3
  PSD: 2
  PTB: 1
  PR: 1

| Deputados federais eleitos | Partido | Votação | Percentual | Cidade onde nasceu | Unidade federativa |
| Leite Neto                 | PSD     | 15.661  |            | Riachuelo          | Sergipe            |
| Francisco Macedo           | PTB     | 15.148  |            | Boquim             | Sergipe            |
| Armando Rollemberg         | PR      | 11.083  |            | Japaratuba         | Sergipe            |
| Walter Franco              | UDN     | 9.919   |            | Laranjeiras        | Sergipe            |
| José Sobral                | PSD     | 9.704   |            | Itaporanga d'Ajuda | Sergipe            |
| Seixas Dória               | UDN     | 8.625   |            | Propriá            | Sergipe            |
| Luís Garcia                | UDN     | 7.033   |            | Rosário do Catete  | Sergipe            |
| Fontes:                    |         |         |            |                    |                    |

## Deputados estaduais eleitos
Foram eleitos 32 deputados estaduais distribuídos da seguinte forma: doze para a coligação que elegeu o governador, PSD nove, PR seis, PTB três, PSP dois.

Representação eleita
  UDN: 11
  PSD: 9
  PR: 6
  PTB: 3
  PSP: 2
  PST: 1

| Deputados estaduais eleitos         | Partido | Votação | Percentual | Cidade onde nasceu       | Unidade federativa |
| Roosevelt Dantas Cardoso de Menezes | PR      | 2.871   | 2,39%      | Aracaju                  | Sergipe            |
| Euclides Mendonça                   | UDN     | 2.724   | 2,26%      | Ribeirópolis             | Sergipe            |
| Joaquim Martins Fontes              | PSD     | 2.628   | 2,18%      | Lagarto                  | Sergipe            |
| Manoel Conde Sobral                 | PSD     | 2.499   | 2,08%      | Salgado                  | Sergipe            |
| Pedro Paes Mendonça                 | PSD     | 2.377   | 1,97%      | Ribeirópolis             | Sergipe            |
| João Melo de Oliveira               | PSD     | 2.222   | 1,85%      | São Domingos             | Sergipe            |
| João Moreira Filho                  | UDN     | 2.142   | 1,78%      | Pedra Mole               | Sergipe            |
| Manuel Francisco Teles              | PSD     | 2.133   | 1,77%      | Itabaiana                | Sergipe            |
| Antônio Francisco de Jesus          | UDN     | 2.125   | 1,76%      | Itabaiana                | Sergipe            |
| José Pereira Filho                  | PR      | 2.092   | 1,74%      | Estância                 | Sergipe            |
| Celso Carvalho                      | PSD     | 2.051   | 1,70%      | Simão Dias               | Sergipe            |
| José Dória de Almeida               | PR      | 1.993   | 1,65%      | Aracaju                  | Sergipe            |
| José de Carvalho Déda               | PST     | 1.941   | 1,61%      | Paripiranga              | Bahia              |
| Jessé Ferreira Trindade             | UDN     | 1.872   | 1,55%      | Propriá                  | Sergipe            |
| Dario Ferreira Nunes                | PR      | 1.853   | 1,54%      | Lagarto                  | Sergipe            |
| Núbia Nabuco Macedo                 | PTB     | 1.848   | 1,53%      | Esplanada                | Bahia              |
| Manuel Cabral Machado               | PSD     | 1.824   | 1,51%      | Itaporanga d'Ajuda       | Sergipe            |
| Martinho Dias Guimarães             | PSD     | 1.824   | 1,51%      | Propriá                  | Sergipe            |
| Francisco de Souza Porto            | UDN     | 1.786   | 1,48%      | Aracaju                  | Sergipe            |
| José Silveira Lins                  | PSD     | 1.760   | 1,46%      | Itaporanga d'Ajuda       | Sergipe            |
| Pedro Soares                        | PR      | 1.715   | 1,42%      | Barra dos Coqueiros      | Sergipe            |
| José Garcez Dória                   | PR      | 1.673   | 1,39%      | Aracaju                  | Sergipe            |
| Hildebrando Torres de Sousa         | PTB     | 1.604   | 1,33%      | São Cristóvão            | Sergipe            |
| José Almeida Fontes                 | UDN     | 1.564   | 1,30%      | Neópolis                 | Sergipe            |
| Sebastião de Aguiar Figueiredo      | UDN     | 1.505   | 1,25%      | Rosário do Catete        | Sergipe            |
| Adelvan Cavalcanti Baptista         | UDN     | 1.494   | 1,24%      | Umbaúba                  | Sergipe            |
| Albino Silva da Fonseca             | UDN     | 1.485   | 1,23%      | Itabaiana                | Sergipe            |
| Antônio Torres Júnior               | UDN     | 1.483   | 1,23%      | Canhoba                  | Sergipe            |
| Gerinaud de Lacerda Filho           | PTB     | 1.471   | 1,22%      | Poço Redondo             | Sergipe            |
| Filadelfo Porto Dória               | UDN     | 1.453   | 1,20%      | Nossa Senhora do Socorro | Sergipe            |
| Luiz Garcez Vieira                  | PSP     | 1.390   | 1,15%      | Camaçari                 | Bahia              |
| João Maynard Barreto                | PSP     | 904     | 0,75%      | Aracaju                  | Sergipe            |
| Fontes:                             |         |         |            |                          |                    |